# Milites templi
Milites Templi (dobesedno slovensko Vojaki templja) je papeška bula, ki jo je napisal papež Celestin II. leta 1144.
S to bulo je papež ukazal duhovščini, da varuje viteze templjarje, in spodbudil vernike, naj prispevajo k njihovim ciljem. Bula je tudi dala templjarjem pravico do pobiranja prispevkov za svoje potrebe enkrat na leto.